# Дженкинсон, Роберт Банкс, 2-й граф Ливерпуль
Роберт Банкс Дженкинсон, 2-й граф Ливерпуль (англ. Robert Banks Jenkinson; 7 июня 1770 — 4 декабря 1828) — британский государственный и политический деятель, лорд Хауксбери в 1796—1808 годах, барон Хауксбери с 15 ноября 1803 года, 2-й граф Ливерпуль с 17 декабря 1808 года. Премьер-министр Великобритании в 1812—1827 годах.
С 18 июня 1790 по 15 ноября 1803 — член Палаты общин (переизбирался 28 июня 1793, 26 мая 1796, 13 марта 1799, 25 февраля 1801, 6 июля 1802). В 1796 принял титул учтивости лорд Хауксбери, когда его отец получил титул графа Ливерпуля. В правительстве Генри Аддингтона был министром иностранных дел, в этой должности в 1801 году участвовал в подписании предварительных условий Амьенского мира. В 1803 году получил титул барона Хауксбери за заслуги на посту министра и перешёл в Палату лордов. Во втором правительстве Уильяма Питта младшего — министр внутренних дел. Занимал разные министерские посты в министерствах Портленда и Персиваля, а по смерти последнего, в 1812 году, сам сформировал кабинет, став премьер-министром Великобритании. Этот пост он занимал до 1827 года.

## Ранняя карьера (1790—1812)

### Депутат
Роберт был сыном Чарльза Дженкинсона и Амелии Уоттс. Получил образование в Чартерхаусе и Крайст-черч, Оксфорд.
Он выиграл выборы в Палату общин в 1790 году от имени Рая и занимал это место до 1803 года; в то время, однако, он не достиг возраста вступления в парламент, поэтому он воздержался от занятия своего места и провёл следующую зиму и раннюю весну в расширенном путешествии по континенту. Этот тур проходил по Нидерландам и Италии, а по его завершении он был достаточно взрослым, чтобы занять место в парламенте. Точно неясно, когда он вошёл в Палату общин, но, поскольку его двадцать первый день рождения не наступил почти до конца сессии 1791 года, возможно, он дождался следующего года.

### Палата общин
Благодаря влиянию отца и своему политическому таланту он относительно быстро поднялся в правительстве тори. В феврале 1792 года он дал ответ на критическое замечание Сэмюэля Уитбреда по поводу политики правительства в отношении России. Во время заседания он произнёс ещё несколько речей, в том числе одну против отмены работорговли, которая отражала решительное сопротивление его отца кампании Уильяма Уилберфорса. Он был членом Контрольного совета Индии с 1793 года по 1796 год.
В оборонительном движении, последовавшем за началом боевых действий с Францией, Дженкинсон был одним из первых министров правительства, поступивших на службу в ополчение. Он стал полковником Cinque Ports Fencibles в 1794 году, и его военные обязанности приводили к частым отсутствиям в палате общин. Его полк был отправлен в Шотландию в 1796 году, и он некоторое время был расквартирован в Дамфрисе.
Его посещаемость в парламенте также пострадала от его реакции, когда его отец гневно выступил против предполагаемого брака с леди Луизой Херви, дочерью графа Бристоля. После того как Питт и король вмешались от его имени, свадьба, наконец, состоялась в Уимблдоне 25 марта 1795 года. В мае 1796 года, когда его отец был создан графом Ливерпулем, он принял титул лорда Хоксбери и остался в палате общин. Он стал самостоятельным бароном Хоксбери и был возведен в Палату лордов в ноябре 1803 года в знак признания его работы на посту министра иностранных дел. Он также служил в качестве мастера монетного двора (1799—1801).

### Кабинет

#### Министр иностранных дел
В правительстве Генри Аддингтона он вошёл в кабинет в 1801 году в качестве министра иностранных дел, в этом качестве он вёл переговоры по Амьенскому договору с Францией. Большую часть своего времени на посту министра иностранных дел он занимался делами Франции и США. Он продолжал работать в кабинете министров в качестве министра внутренних дел во втором кабинете Питта Младшего. Пока Питт был серьёзно болен, Ливерпуль руководил кабинетом министров и подготовил речь короля к официальному открытию парламента. Когда Уильям Питт умер в 1806 году, король попросил Ливерпуль принять пост премьер-министра, но тот отказался, так как считал, что ему не хватает правящего большинства. Затем он стал лидером оппозиции во время служения лорда Гренвиля (единственный раз, когда Ливерпуль не занимал правительственных должностей с 1793 года до своей отставки). В 1807 году он возобновил работу в качестве министра внутренних дел в кабинете герцога Портленда.

#### Министр по военным и колониальным делам
Лорд Ливерпуль (каким теперь стал Хауксбери после смерти его отца в декабре 1808 года) принял должность министра по военным и колониальным делам в кабинете Спенсера Персиваля в 1809 году. Первым шагом Ливерпуля на новом посту было добиться от генерала Артура Уэлсли (будущего герцога Веллингтона) достаточно сильного заявления о его способности противостоять нападению французов, чтобы убедить кабинет взять на себя обязательство поддерживать его небольшие силы в Португалии.

## Премьер-министр (1812—1827)
После убийства Спенсера Персиваля в мае 1812 года, принц Уэльский Георг, принц-регент, последовательно пытался назначить четырёх человек на его место, но потерпел неудачу. Дженкинсон, пятый выбор принца-регента на этот пост, неохотно принял должность 8 июня 1812 года. Дженкинсон был предложен в качестве преемника кабинетом министров и Робертом Стюартом, виконтом Каслри, который выступал в качестве лидера в Палате общин. Однако принц-регент счел невозможным сформировать другую коалицию для продвижения альтернативного кандидата и утвердил Дженкинсона на посту премьер-министра 8 июня. Хотя изначально он не хотел вступать в должность, он принял должность из чувства долга как опытный министр правительства и администратор. Лишь немногие ожидали, что его премьерство продлится долго, поскольку его правительство, казалось, выглядело ненадежным. К счастью, серьёзное сопротивление со стороны вигов было минимальным, поскольку оно было ослаблено и разделено. Он мог рассчитывать на военные таланты герцога Веллингтона и политическую поддержку лорда Сидмута и Каслри.

### Война

#### Венский конгресс
Правительство Ливерпуля было долгим и насыщенным. Война 1812 года с Соединёнными Штатами и заключительные кампании наполеоновских войн произошли во время премьерства Ливерпуля. Именно во время его министерства Герцог Веллингтон участвовал в Пиренейских войнах. Франция потерпела поражение в наполеоновских войнах, и Ливерпуль стал кавалером Ордена Подвязки. На последовавших за этим мирных переговорах главной заботой Ливерпуля было достижение европейского урегулирования, которое обеспечило бы независимость Нидерландов, Испании и Португалии и заключить Францию в её довоенные границы, не нарушая её национальной целостности. Ради этого он был готов вернуть все британские колониальные завоевания. В этих широких рамках он предоставил Каслри свободу действий на Венском конгрессе, следующем наиболее важном событии его служения. На конгрессе он немедленно одобрил смелую инициативу Каслри по заключению оборонительного союза с Австрией и Францией в январе 1815 года последовали долгие годы мира.

### Хлебные законы

#### Внутренние проблемы
Налоги неизбежно выросли, чтобы компенсировать займы и погасить государственный долг, что привело к широкомасштабным беспорядкам между 1812 и 1822 годами. Примерно в это же время группа, известная как луддиты, начала забастовки, разбив промышленные машины, разработанные для использования в текстильной промышленности. Западный райдинг Йоркшира, Ноттингемшира, Лестершира и Дербишира. В период с 1811 по 1816 год произошёл ряд случаев поломки машин, и многим из осужденных грозила казнь.
Сельское хозяйство оставалось проблемой, потому что хорошие урожаи между 1819 и 1822 годами привели к снижению цен и вызвали призывы к усилению защиты. Когда влиятельное сельскохозяйственное лобби в парламенте впоследствии потребовало защиты, Ливерпуль уступил политической необходимости. Под контролем правительства были приняты пресловутые хлебные законы 1815 года, запрещающие ввоз иностранной пшеницы до тех пор, пока внутренние цены не достигнут минимально приемлемого уровня. Ливерпуль, однако, в принципе был сторонником свободной торговли, но вынужден был принять законопроект как временную меру, облегчающую переход к условиям мирного времени. Его главной экономической проблемой во время его пребывания на посту премьер-министра была проблема национальных финансов. Проценты по государственному долгу, сильно раздутое огромными расходами последних военных лет, вместе с военными пенсиями поглотило большую часть обычных государственных доходов. Отказ палаты общин в 1816 году продолжать вводить подоходный налог военного времени не оставил министрам непосредственной альтернативы, кроме как продолжать использовать разорительную систему займов для покрытия необходимых ежегодных расходов. В конечном итоге Ливерпуль способствовал возвращению к золотому стандарту в 1819 году.
На Венском конгрессе лорд Ливерпуль выступал за запрет работорговли, а дома поддержал отмену законов об объединениях, запрещающих рабочим объединяться в профсоюзы в 1824. Институт сохранения жизни после кораблекрушения, позже RNLI, получил лорда Ливерпуля в качестве своего первого президента.

### Попытка убийства
Отчеты секретных комитетов, полученные им в 1817 году, указывали на существование организованной сети тайных политических обществ, недовольных ситуацией в стране, особенно в производственных районах. Ливерпуль сказал Пилу, что недовольство в стране кажется даже хуже, чем в 1794 году. Из-за в значительной степени предполагаемой угрозы правительству было принято временное законодательство. Он приостановил действие Habeas Corpus как в Великобритании (1817), так и в Ирландии (1822). После резни в Петерлоо в 1819 году его правительство ввело репрессивные Шесть законов: законодательство, которое, среди прочего, ограничивало свободу слова и право на мирные демонстрации. В 1820 году в результате этих мер Ливерпуль и другие члены кабинета министров стали жертвами заговора с целью убийства. Они избежали смерти, так как заговор на улице Катона был сорван.

### Католическая эмансипация
В течение XIX века, и, в частности, во время правления Ливерпуля, католическая эмансипация была источником большого конфликта. В 1805 году в своем первом важном заявлении о своих взглядах на этот предмет Ливерпуль утверждал, что особые отношения монарха с англиканской церковью и отказ католиков принести присягу на верховенство оправдывают их исключение из политической власти. На протяжении всей своей карьеры он оставался противником идеи католической эмансипации, хотя и считал незначительные уступки важными для стабильности нации.
Решение 1812 года исключить этот вопрос из политики коллективного кабинета министров, за которым в 1813 году последовало поражение законопроекта о помощи римско-католической церкви Граттана, принесло период затишья. Ливерпуль поддерживал незначительные уступки, такие как допуск английских католиков к высшим чинам вооружённых сил, магистратуре и парламентскому избирательному праву; но он по-прежнему выступал против их участия в самом парламенте. В 1820-х годах давление со стороны либерального крыла палаты общин и подъём Католической ассоциации в Ирландии возродили полемику.
К моменту принятия сэром Фрэнсисом Бердеттом законопроекта о помощи католикам в 1825 году эмансипация выглядела вполне вероятной. Действительно, успех законопроекта в палате общин в апреле, за которым последовало заявление Роберта Пиля об отставке, наконец убедили Ливерпуль в том, что он должен уйти в отставку. Когда Каннинг внес официальное предложение о том, чтобы кабинет поддержал законопроект, Ливерпуль был убежден, что его администрация подошла к концу. Затем Джордж Каннинг сменил его на посту премьер-министра. Однако католическая эмансипация не была полностью реализована до серьёзных изменений в Законе о помощи католикам 1829 года под руководством герцога Веллингтона и сэра Роберта Пиля, а также благодаря работе Католической ассоциации основанной в 1823 году.

## Выход на пенсию и смерть
Первая жена Ливерпуля, Луиза, умерла в 54 года. Вскоре он снова женился, 24 сентября 1822 года, на леди Мэри Честер, давней подруге Луизы. Ливерпуль, наконец, ушёл в отставку 9 апреля 1827 года после тяжелого кровоизлияния в мозг в своей резиденции Файф-Хаус в Уайтхолле двумя месяцами ранее, и попросил короля искать преемника. В июле он перенес ещё один легкий инсульт, после чего задержался в Кумбе до третьего приступа 4 декабря 1828 года, от которого умер. Скончался бездетным, титул графа Ливерпуля наследовал его младший сводный брат Чарльз. Похоронен в приходской церкви Хоксбери, Глостершир, рядом с отцом и первой женой. Его личное имущество было зарегистрировано на сумму менее 120 000 фунтов стерлингов.

## Наследие
Историк Р. В. Сетон-Уотсон резюмирует сильные и слабые стороны Ливерпуля:
Никто не назвал бы Ливерпуля гениальным человеком, но он обладал качествами такта, твердости и выносливости, которым историки редко отдают должное. как и любой другой преемник Питта, спустя много времени после того, как в Европе был восстановлен мир. Одной из причин его господства было то, что он обладал непревзойденным пониманием всего государственного механизма, занимая последовательно каждую должность государственного секретаря и проверяя эффективность и взаимоотношения как политиков, так и чиновников ... Он обладал гораздо более широким знанием иностранных дел, чем многие из тех, кто занимал его высокий пост. 
Ливерпуль был первым премьер-министром Великобритании, который регулярно носил длинные брюки вместо бриджей до колен. Он вступил в должность в возрасте 42 лет и одного дня, что сделало его моложе всех преемников на 210 лет - до 25 октября 2022 года. Ливерпуль был премьер-министром в общей сложности 14 лет и 305 дней, став самым долговластвующим премьер-министром XIX века. По состоянию на октябрь 2022 года ни один из преемников Ливерпуля не прослужил дольше.
В Лондоне Ливерпуль-стрит и Ливерпуль-роуд в Ислингтоне названы в честь лорда Ливерпуля. Канадский город Хоксбери, Онтарио, река Хоксбери и Ливерпульские равнины, Новый Южный Уэльс, Австралия, Ливерпуль, Новый Южный Уэльс и река Ливерпуль на Северной территории Австралии также были названы в честь лорда Ливерпуля.
Лорд Ливерпуль, как премьер-министр, правительству которого Натан Майер Ротшильд был кредитором, был изображен американским актёром Гилбертом Эмери в фильме 1934 года «Дом Ротшильдов» .

## Образ в кино
- «Наполеон: путь к вершине» (Франция, Италия, 1955) — актёр Говард Вернон[фр.]